# اندری فرتوشنیک
اندری فرتوشنیک (اوکراینی: Андрій Петрович Фартушняк؛ زادهٔ ۲۴ مارس ۱۹۸۹) بازیکن فوتبال اهل اوکراین است.
از باشگاه‌هایی که در آن بازی کرده‌است می‌توان به باشگاه فوتبال دینامو کی‌یف اشاره کرد.
وی همچنین در تیم‌های ملی فوتبال Ukraine national under-18 football team و زیر ۲۱ سال اوکراین بازی کرده‌است.